# Gabărnița, Varna
Gabărnița (în bulgară Габърница) este un sat în comuna Vetrino, regiunea Varna,  Bulgaria. 

## Demografie
Componența etnică a satului Gabărnița
     Turci (7,54%)
     Bulgari (91,5%)
     Nicio identificare (0,94%)
     Altele (0%)
La recensământul din 2011, populația satului Gabărnița era de 106 locuitori. Din punct de vedere etnic, majoritatea locuitorilor (91,5%) erau bulgari, cu o minoritate de turci (7,54%). Pentru 0,94% din locuitori nu este cunoscută apartenența etnică.